# Monte Battaglia

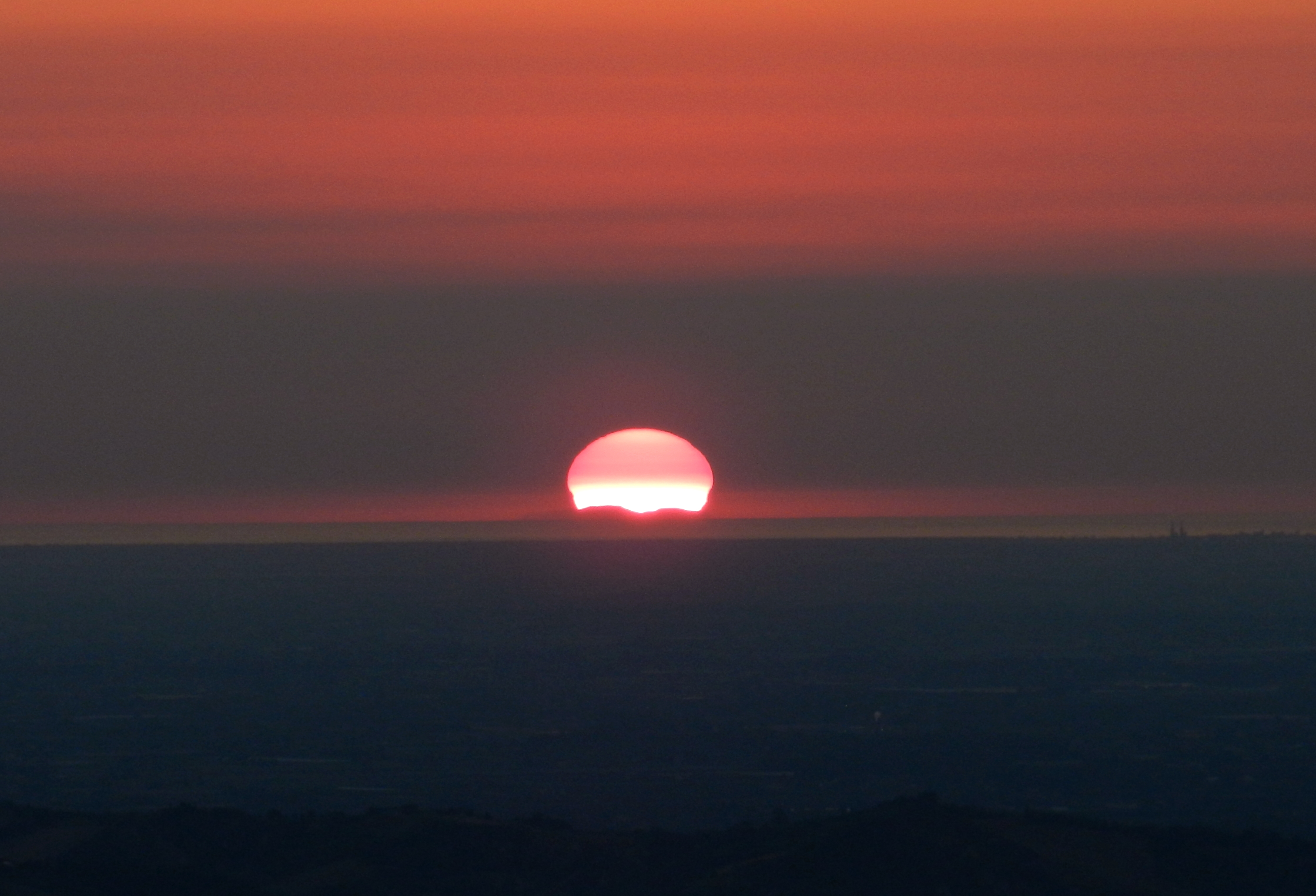
Il Sole sorge dietro Monte Vojak (Istria) - 21 luglio 2020

Il monte Battaglia è un'altura posta nel territorio del comune di Casola Valsenio (Ravenna), nell'Appennino tosco-romagnolo. Sulla sommità si ergono i resti di una rocca medievale risalente almeno al XII secolo. 

## Etimologia
Il toponimo, attestato nel medioevo come  "Monte de Batalla" o "Montis Battagliae", ha origini incerte: secondo alcuni studiosi si riferirebbe a una grande battaglia che vi sarebbe stata combattuta tra Goti e Bizantini nel VI secolo, mentre secondo altri la sua origine risalirebbe all'epoca della dominazione longobarda (VII-VIII secolo) e il termine "battaglia" costituirebbe un'alterazione del longobardo "pataia", cioè "straccio" o, meglio, straccio o pezzo di stoffa che sventola.

## Storia

### I combattimenti del 1944

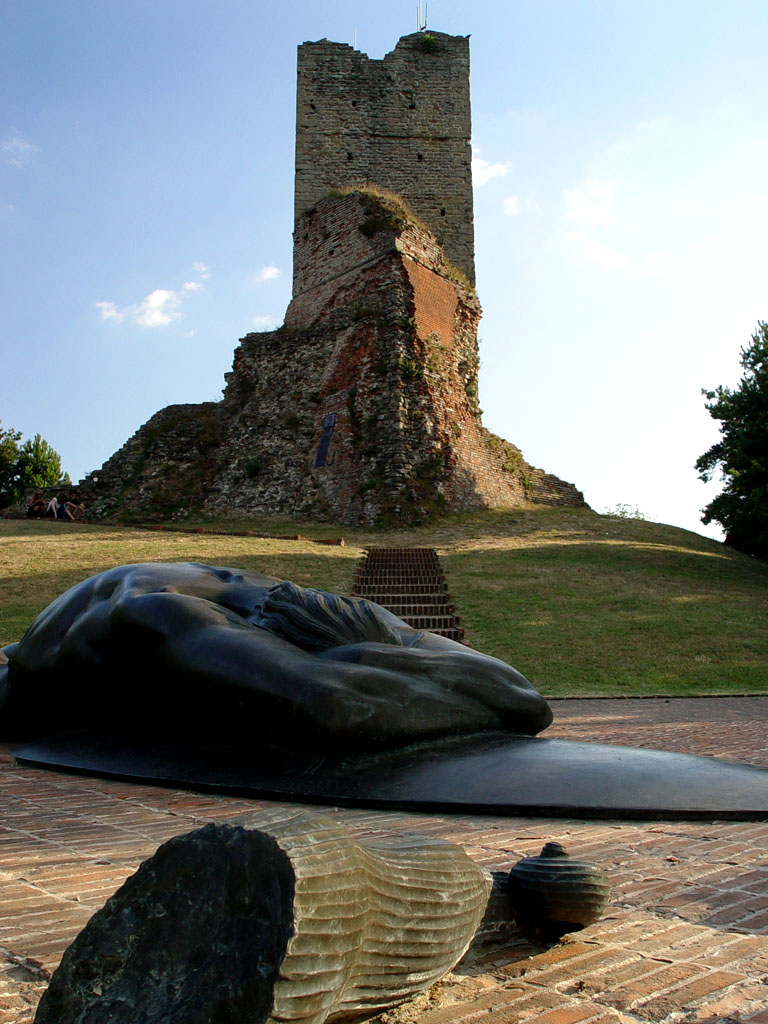
La rocca e il monumento

Il 24 settembre 1944, un battaglione partigiano della 36ª Brigata Garibaldi, forte di 250 uomini e diviso in sei compagnie, che operava negli Appennini imolese e faentino, iniziava un movimento d'infiltrazione che lo portò a occupare Monte Battaglia la mattina del 27. Nella stessa mattina un gruppo di partigiani impegnò le unità tedesche che difendevano la cima del monte Carnevale. Dall'altro versante del monte, all'insaputa dei partigiani, stavano operando i soldati del 350º reggimento della 88ª divisione fanteria statunitense (Blue Devils), impegnata nello sfondamento della Linea Gotica, seguendo da sud verso nord lo spartiacque tra il Senio e il Santerno. Dopo l'incontro, nel pomeriggio del 27 gli statunitensi vennero guidati sul monte Battaglia. Il Monte aveva già ospitato nell'inverno 1943 un nucleo di partigiani e renitenti alla leva, ma non era stato giudicato motivo di preoccupazione dai fascisti. Questa volta invece, vista anche la vicinanza alla linea del fronte, giunti sul monte, i partigiani dovettero sostenere sotto la pioggia un attacco del 290º Reggimento Granatieri tedeschi, con elementi della 44ª e della 715ª divisione, che furono respinti anche col concorso di tre compagnie dei Blue Devils.

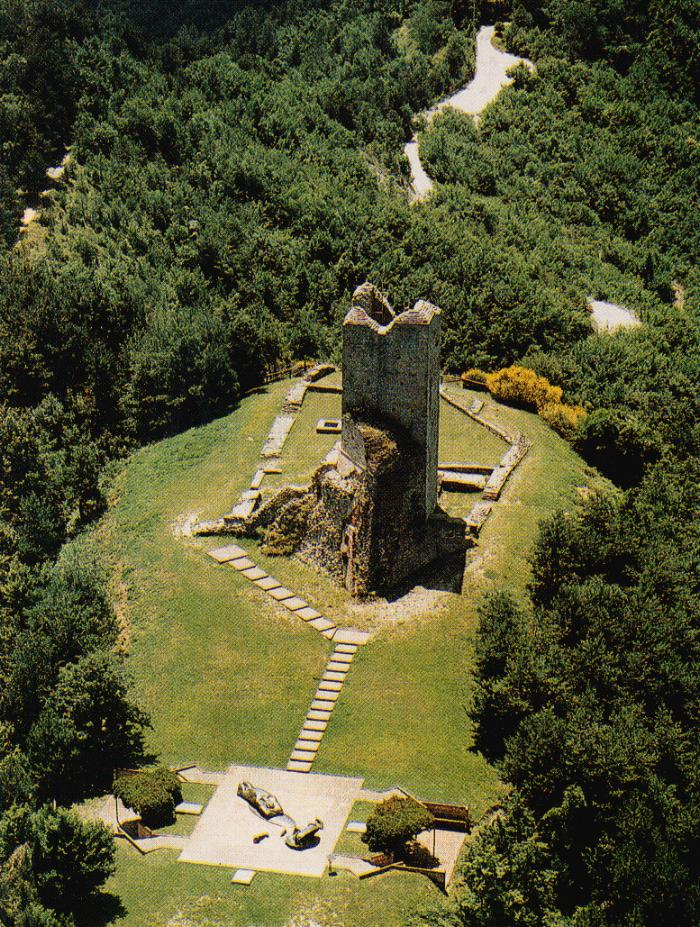
Veduta aerea della rocca di Monte Battaglia.

I combattimenti continuarono per altri cinque giorni, ma i tedeschi, nonostante i rinforzi richiamati dal fronte adriatico e l'aiuto ottenuto anche da forze della Repubblica di Salò furono di nuovo respinti con ingenti perdite. I combattimenti sostenuti dalla brigata partigiana a fianco dell'esercito statunitense furono un episodio di alto valore strategico e militare, nell'ambito della liberazione dell'Italia dai nazi-fascisti. Il 350º reggimento della 88ª divisione prese il nome di "monte Battaglia".
Il 3 ottobre, l'esercito statunitense lasciò il posto alla 1ª brigata delle Guardie Gallesi che, fino all'11 ottobre, dovette affrontare gli ultimi assalti tedeschi. Gli scontri furono particolarmente cruenti, ma il sacrificio di vite umane, oltre 2.000 caduti, non portò effetti immediati: malgrado la conquista di monte Battaglia aprisse la strada per la Pianura Padana, l'avanzata degli Alleati venne fermata, per motivi di strategia militare e politica, fino alla primavera dell'anno successivo.
In seguito ai combattimenti e all'intenso uso delle artiglierie, i resti della rocca di monte Battaglia andarono distrutti: restò solo un troncone della torre e uno sperone della cinta muraria, crollato poi nell'immediato dopoguerra.
L'offensiva finale degli Alleati fu sferrata nell'aprile 1945. La valle del Senio fu liberata dal Gruppo di Combattimento "Friuli", inquadrato nel X Corpo d'Armata britannico. Per i sacrifici delle sue popolazioni e per la sua attività nella lotta partigiana, Casola Valsenio fu insignita della Croce di Guerra al Valor Militare.
Nel 1988, in ricordo della battaglia della seconda guerra mondiale, venne anche inaugurato il "Monumento alla Resistenza, alla Liberazione e alla pace tra i popoli", un'opera in bronzo dello scultore Aldo Rontini, raffigurante l'episodio biblico di Davide e Golia, che simboleggia la lotta di liberazione e la successiva pacificazione.
Dalla cima di monte Battaglia durante le giornate limpide si può scrutare tutta la pianura romagnola fino al mare Adriatico. Verso le montagne si potrà notare in lontananza, San Marino a est, il monte Cimone a ovest, i Colli Euganei e le Alpi orientali a nord-est. Il 21 luglio 2020 alle ore 5:47 (CEST) l'astrofilo forlivese Claudio Lelli fotografò la levata del Sole dietro la sagoma del Monte Vojak (Istria), distante 240 km da monte Battaglia.

## Cronologia eventi
- Nel 1950 nella ricorrenza del decennale della resistenza, fu inaugurato un cimitero simbolico realizzato dal professore Augusto Rinaldi Ceroni.
- Nel 1988 furono inaugurate tre lapidi in memoria dei partigiani e dei militari americani e britannici.
- Nel 1990 fu inaugurata una lapide in memoria della 1ª Brigata Guardie britannica.
- Nel 1998 fu scoperta nella base dello sperone est della rocca, una lapide in memoria dei caduti tedeschi (Monte Battaglia è l'unico luogo in Italia e in Europa ad avere una lapide tedesca ma soprattutto di tutti i combattenti).
- Nell'ottobre 1998 un ricercatore di Borgo Tossignano di nome Renzo Grandi trovò a pochi metri dalla torre, i resti del fante americano Harry Castilloux ucciso da bombe nemiche il 4 ottobre 1944. Oltre ai resti umani furono ritrovate una piastrina e una fotografia di una ragazza (si presume fosse la sua fidanzata).
- Nell'ottobre 2001, nella stessa occasione e in segno di pace e riconciliazione, vennero a far visita a monte Battaglia le Guardie Gallesi ed i tedeschi della 305ª Infanteriedivision.
- Nel settembre 2004 tutte le principali forze armate di quel tempo vennero a far visita alla rocca, su invito del Comune di Casola Valsenio in occasione della ricorrenza del 60º anniversario degli eventi bellici del settembre/ottobre 1944. Sempre nello stesso anno fu inaugurata una lapide, in memoria della Prima divisione britannica a monte Cece (759 m s.l.m.), luogo di tante battaglie, che si trova non lontano da monte Battaglia, sempre nel territorio del comune di Casola Valsenio.
- Il 2 settembre 2012 sono stati inaugurati i pannelli informativi sulla storia di monte Battaglia dall'età preistorica fino ai giorni nostri.

## Altri media
Nel settembre 2003 è stato realizzato un videogioco dal titolo Medal of Honor: Breakthrough, prodotto da EA Games; questo videogioco è l'unico della catena Medal of Honor ad essere ambientato in Italia, in particolare a Cassino e monte Battaglia.